# 切尔诺维茨基·埃娃
切尔诺维茨基·埃娃（匈牙利語：Csernoviczki Éva，1986年10月16日—），匈牙利女子柔道运动员。她曾代表匈牙利参加2008年、2012年、2016年和2020年夏季奥林匹克运动会柔道比赛，获得一枚铜牌。